# Klassrum

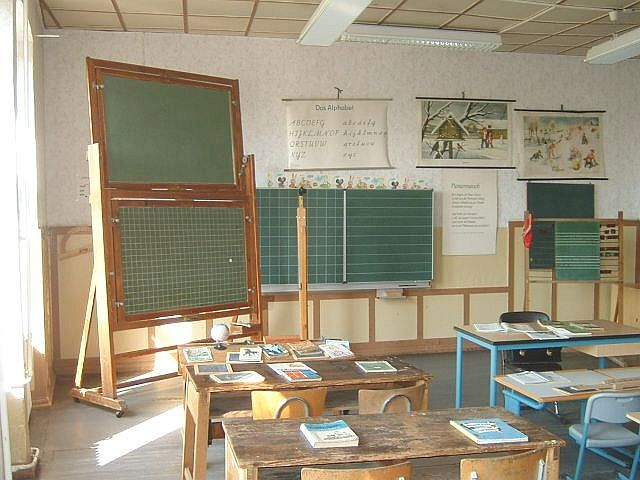
Tyskt museum som visar ett klassrum med en blandning av detaljer från ca 1920-talet och fram till 1980-talet. Vissa detaljer som tavlorna är från 1930-talet. Bänkarna till vänster är troligen från 1950-talet medan bänkarna till höger är från 1970-talet. Lamporna i taket är från 1980-talet.

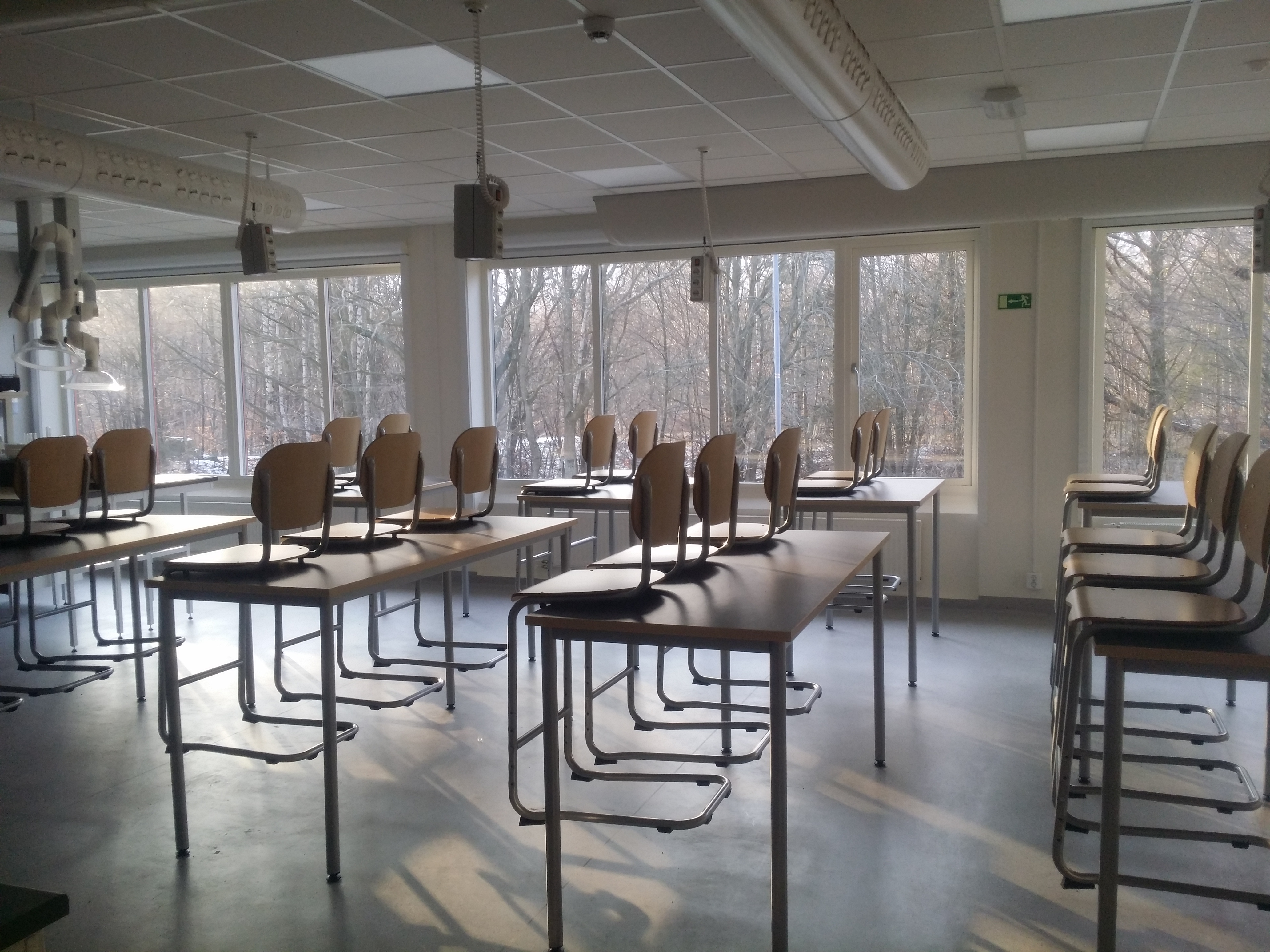
Svensk kemisal byggd under 2014.

Ett klassrum, en skolsal eller lektionssal kallas den lokal där en skolklass har sina bänkar och lektionerna hålls. Den sal där en klass har sina flesta lektioner kallas även dess hemklassrum.
Den traditionella bilden av ett klassrum på de lägre stadierna, som med åren blivit något av en skolsymbol, är en kateder och svarta tavlan längst fram där läraren sitter, och skolbänkarna står sedan i rader i klassrummet. Piano, jordglob och skolplanscher är också vanliga symboler i traditionella klassrum.
För vissa ämnen, som biologi, fysik och kemi, krävs särskilda salar för att kunna laborera.